# Silnice II/116
Silnice II/116 je silnice II. třídy v trase: Nový Knín (odpojení od silnice II/114) – Malá Hraštice – Nová Ves pod Pleší – Mníšek pod Brdy – přejezd nad dálnicí D4 – Řevnice (napojení silnice II/115) – Lety (odpojení silnice II/115) – Hlásná Třebaň – Karlštejn – Srbsko – Hostim – podjezd pod dálnicí D5 – Beroun (krátké napojení na silnici II/605) – Hýskov – Nižbor – napojení na silnici II/236 (u Lán).
V Mníšku pod Brdy vede část své trasy při dálnici D4. V Berouně se připojuje silnice II/118. U hájovny Skalka (u Bělče) se kříží se silnicí II/201.
U osady Ploskov (u Žiliny) vede tzv. Ploskovskou kaštankou.

## Vodstvo na trase
V Novém Kníně vede přes Kocábu, u Malé Hraštice přes Voznický potok, na okraji Nové Vsi pod Pleší přes Novoveský potok, v Mníšku pod brdy přes Bojovský potok, mezi Řevnicí a Lety přes Berounku, v Hostimi přes Loděnici, u Nižboru přes Žlubinecký potok, u Žlubince (části Nižboru) přes Vůznici.